# Patoá
Patoá (do francês patois) designa o falar essencialmente oral praticado em uma localidade ou grupo de localidades, principalmente rurais. Segundo o centro de pesquisa francês Analyse et Traitement Informatique de la Langue Française (ATILF), designa um sistema linguístico restrito, funcionando em um ponto determinado ou num espaço geográfico reduzido, sem estatuto cultural ou social estável, distinguindo-se do dialeto, do qual se destaca por numerosos traços fonológicos, morfossintáticos e lexicais. Historicamente, a palavra foi usada em sentido pejorativo — para desqualificar uma língua sem literatura e rebaixá-la à categoria de dialeto ou algo similar.
O termo não está muito bem estabelecido em linguística, podendo referir-se a pidgins, crioulos, dialetos e outras formas de linguagens nativas ou locais. Normalmente, sua definição não abrange os jargões e a gíria. Patoás podem ser considerados como falares em estado de desagregação, sob o impacto de uma língua padrão, como o falar de uma região ou de um grupo no interior de um domínio linguístico. Portanto, estão ligados a um componente geográfico mas também sociocultural. Se entendido como desvio de estrutura morfossintática da língua padrão, patoá corresponde a dialeto.

## Etimologia
Na língua francesa, o vocábulo "patois" é registrado em 1285 como "língua incompreensível, grosseira" (BRETEL, Jacques Tournoi Chauvenci, éd. M. Delbouille, 683); no início do século XIV, como "falar local" (Brunet Latin, Trésor, I, 1 var., éd. F. J. Carmody, p. 18). Segundo JOHN ORR, em " Étymol. et sém. du mot patois" in Essais d'étymol. et de philol. fr., Paris, 1963, pp. 61–75, patois seria um deverbal do francês antigo patoier, "agitar as mãos, gesticular (para se fazer compreender, como os surdos-mudos)", patois significando "gesticulação" e, depois, "comportamento; comportamento grosseiro" e "linguagem particular".

## História

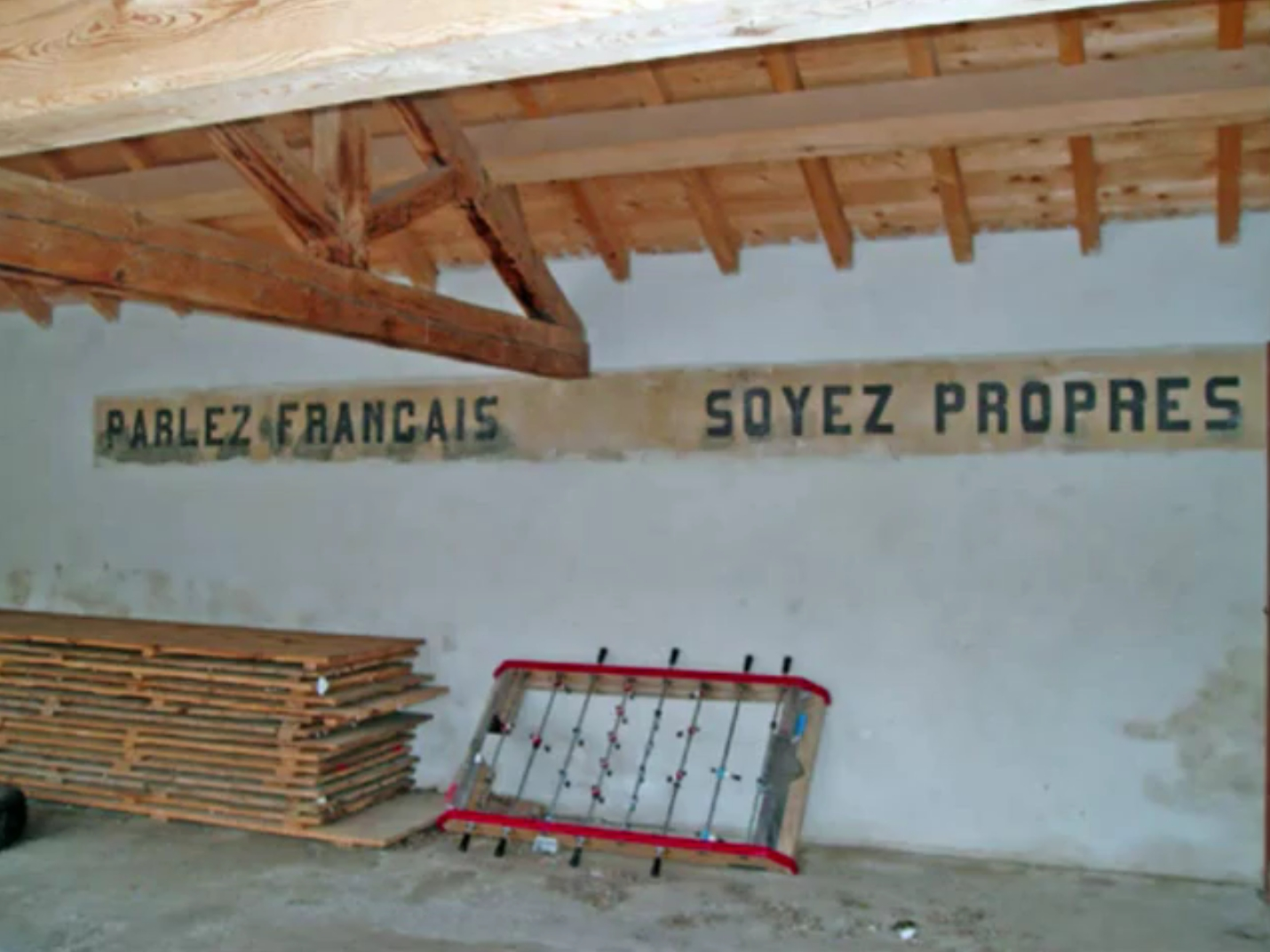
A frase "Falem francês. Sejam limpos" na parede de uma escola de Ayguatébia-Talau, Pireneus Orientais, onde se proibia falar catalão.

No período da Revolução Francesa, a variante de língua falada pela burguesia parisiense impunha-se como língua padrão do estado nacional. Naquele contexto histórico de transformações políticas e sociais, tratou-se de impor, em todo o território francês, a língua francesa padrão sobre comunidades de fala nas quais os indivíduos se comunicavam através dos chamados patois, ou seja, os falares distantes da capital — as línguas regionais que eram faladas tanto no sul do país, onde desde a Idade Média desenvolvera-se a chamada langue d'Oc, como também no norte.
Hoje, muitos franceses idosos ainda falam occitano, porém têm uma certa vergonha de falar a sua própria língua materna em público. Também nos anos 1950, imigrados e pessoas que não falavam o francês padrão eram considerados atrasados ou incultos. A própria Academia Francesa identificava 'patoá' com 'dialeto' associado à ruralidade: "variante de um dialeto, idioma próprio de uma localidade rural ou de um grupo de localidades rurais". Não podendo negar, apesar disso, o significado real dos chamados patoás, o Estado francês decidiu estabelecer duas categorias de línguas: "língua regional" (para o caso das línguas que o Estado, anteriormente, considerava como patoás) e "língua estrangeira viva". As línguas incluídas nessas categorias são o catalão, o basco, bretão, corso, o alemão falado na zona francesa da Alsácia-Lorena (comumente conhecido como "alsaciano"), neerlandês etc. A mudança de classificação deveu-se, em parte, ao inconformismo de muitos franceses com referência à discriminação linguística. Assim, tornou-se possível aprender essas línguas na escola, ainda que a discriminação persista.
Durante o período colonial, as línguas africanas faladas nos territórios colonizados eram referidas como "patoá negreiro". Os colonos franceses consideravam que eles próprios falavam "a língua da civilização" e, por isso, tinham o dever de suprimir o "patoá negreiro". São conhecidas as políticas do Ministro da Educação Francês, Jules Ferry (1832–1893), principal apoiante da colonização e que pronunciava habitualmente discursos racistas. Naquela época, e ainda hoje, a República Francesa justificava a supressão dessas línguas pela necessidade de "instrução da população" e considerando a "laicidade do Estado".
No final da Segunda Guerra Mundial (1939–1945), apenas 40% das comunas francesas falavam francês. Então, nos anos 1950 e 1960, o Estado francês decidiu reprimir a população, obrigando-a a falar francês nas escolas e nas ruas. Este episódio é conhecido pelo nome de "a vergonha", mas também pelo nome das campanhas propagandísticas do estado: Parlez français. Soyez propres ("Fale francês. Seja correto"). No entanto, a imposição deve as suas origens aos reis da Casa de Bourbon, que, já em sua época, tentaram como puderam impor o francês a todas as regiões da França.